# 高弘图
高弘圖（1583年—1645年），字研文，一字子猶，號硜齋，山東萊州府膠州（今膠縣）竈籍，济南府利津县人。明末政治人物。安宗时官至内阁首辅。

## 生平
高弘圖生於萬曆十一年（1583年），萬曆三十七年（1609年）己酉科山東鄉試第八名舉人，萬曆三十八年（1610年）成進士。授中書舍人。後來升任陕西道御史，為官正直，不附權貴。天啟初年，陳時政八患，又推薦起用鄒元標、趙南星等東林黨人，并轉任巡按陝西御使。在任期間，捕誅奸民，澄清吏治，惟後來高弘圖因「題薦屬吏」的公事上與趙南星意見相左，於是便以疾辭職。閹黨以為高弘圖和趙南星等東林黨人有隙，加上高弘圖為人中立不依附東林黨、齊楚浙黨等，於是魏忠賢便重新起用高弘圖為原來的官職。期間高弘圖曾經上書要求加強京營訓練，整頓戎政，但後來因忤魏忠賢而被罷職。
崇祯帝即位後，起用為太僕寺少卿，隨後因病辭職，後來又歷任左僉都御史、左副都御史、工部右侍郎等，但後來因得罪太監張彞憲而激怒崇祯帝，因而被削籍罷官，此後家居十餘年不再當官。在清兵入塞時期，曾經捐家產以助守膠州城。崇祯十六年（1643年），因守城之功而重新被崇祯帝起用為南京兵部右侍郎、戶部尚書。次年，李自成破北京，威宗自縊殉國，期間高弘圖曾積極協助時任南京兵部尚書史可法領兵北上勤王之事，但終不果。
南明時，弘光帝委任高弘圖為礼部尚书兼文渊阁大学士，期間曾經嘗試調解馬士英和東林黨人的關係，但最終失敗。又曾經倡議遷都鳳陽，北伐山東，但不為接納。後來为马士英、阮大铖所排斥，是年十月，弘圖四疏乞休獲准。流寓会稽（今浙江绍兴）。
弘圖在內閣時，馬士英尚畏之，不敢放肆，一旦去職，遂無忌憚。清軍攻陷山東，弘圖流寓吳門，渡江入浙東。弘光元年（清顺治二年，1645年），清軍破杭州，携一幼孙逃入一野寺中，絕食九日，卒於會稽之竹園。與姜曰廣、史可法並稱“南中三賢相”。

## 家族
曾祖高建策。祖父高擢。父高夢說。母欒氏，繼母趙氏。嚴侍下。弟弘芳、弘教、弘世、弘商、弘都、弘闉、弘宗、弘代、弘寄。有子高朗。

## 著作
有《太古堂集》。

## 延伸阅读
[在维基数据编辑]
 《明史卷二百七十四》，出自《明史》

### 引用
1. ↑  《明史高弘圖傳》：「授中書舍人，擢御史。柧棱自持，不依麗人。」
2. ↑  《南疆繹史》：「已而巡按陜西，捕誅奸民扇亂者；澄清吏治，風裁肅然。」
3. ↑  《明史高弘圖傳》：「巡按陜西，題薦屬吏，趙南星糾之，弘圖不能無望，代還，移疾去。魏忠賢亟攻東林，其黨以弘圖嘗與南星有隙，召起弘圖故官。」
4. ↑  《明史志第六十五　兵一》：「天啟末，巡視御史高弘圖請視三大營例，分弓弩、短兵、火器，加以訓練。」
5. ↑  《明史高弘圖傳》：「莊烈帝即位，起故官。劾罪田詔、劉志選、梁夢環。擢太僕少卿，復移疾去。三年春，召拜左僉都御史，進左副都御史。五年遷工部右侍郎。方入署，總理戶、工二部中官張彞憲來會，弘圖恥之，不與共坐，七疏乞休。帝怒，遂削籍歸，家居十年不起。」
6. ↑  《南明史卷二十九 列傳第五》：「崇禎十五年，清兵攻膠州，(高弘圖)出資數十萬助守全城。」
7. ↑  《南明史卷二十九 列傳第五》：「上（1530）聞其功，召至闕，贅以時事，補南京兵部，就升戶部尚書。」
8. ↑  《南天痕 》(卷四)：「補南京兵部侍郎，尋擢戶部尚書。甲申闖賊犯闕，史可法謀勤王，弘圖轉芻粟，浮江入淮以濟。」
9. ↑  《南疆逸史》（卷7）：「十七年四月朔，知賊犯宮闕，大會群僚誓師勤王。檄諸鎮兵並進，身即渡江抵浦口。及聞北都陷、莊烈帝崩，可法北向慟哭，以首觸柱，血流至踵。」
10. ↑  《弘光實錄》(卷一)：「進兵部尚書史可法東閣大學士，加鳳陽總督馬士英兵部尚書東閣大學士，改戶部尚書，高弘圖為禮部，入閣辦事」
11. ↑  《南疆繹史》：「以弘圖物望所屬，改禮部尚書、東閣大學士，與可法並入直。」
12. ↑  《明史高弘圖傳》：「一日，閣中語及故庶吉士張溥，士英曰：「我故人也，死，酹而哭之。」姜曰廣笑曰：「公哭東林者，亦東林耶？」士英曰：「我非畔東林者，東林拒我耳。」弘圖因縱臾之，士英意解。而劉宗周劾疏自外至，大鋮宣言曰廣實使之，於是士英怒不可止。而薦張捷、謝升之疏出，朝端益水火矣。」
13. ↑  《南明史卷二十九 列傳第五》：「弘圖因請移蹕中都，進山東，以示大舉討賊。」
14. ↑  《明季南略·卷十》：原任大學士高宏圖流寓紹興城中。逃至野寺，不食死。
15. ↑  《南疆繹史》：「時山東已失，弘圖無家可歸，乃流寓吳門。已復渡江，入浙東。南都亡，泣涕絕食，歿於會稽之竹園寺。」
16. ↑  《明史高弘圖傳》：「弘圖既謝政，無家可歸，流寓會稽。國破，逃野寺中，絕粒而卒。」
17. ↑  清·王夫之，《永曆實錄》（卷6）：“姜曰廣，字居之，一字燕及，江西南昌人……崇禎十七年，以詹事掌南京翰林院事，與迎聖安皇帝，拜東閣大學士、禮部尚書，與史可法、高弘圖為南中三賢相，天下翕然望之。”
18. ↑  《萬曆三十八年庚戌科進士登科錄》：高弘图，貫山东莱州府胶州竈籍济南府利津县人，州學增廣生。治书经，字惟怀，行一，年二十三，十一月初九日生。曾祖建策。祖擢。父夢說。母欒氏，繼母趙氏。嚴侍下。弟弘芳、弘教、弘世、弘商、弘都、弘闉、弘宗、弘代、弘寄。娶宋氏。山东鄉試第八名，會試第二百四名。